# 岡田章彦
岡田 章彦（おかだ あきひこ、1959年 - ）は、日本の教育学者、大阪大谷大学准教授。専門は教育施策および教育情報学。大阪府生まれ。

## 経歴
1959年、大阪府生まれ。奈良県立奈良北高等学校卒業、大阪学院大学外国語学部卒業。Graduate School of Education, University of St. Thomas, 教育学部修士課程修了。三和銀行、大阪大谷大学教育学部准教授。